# Amalija Maček

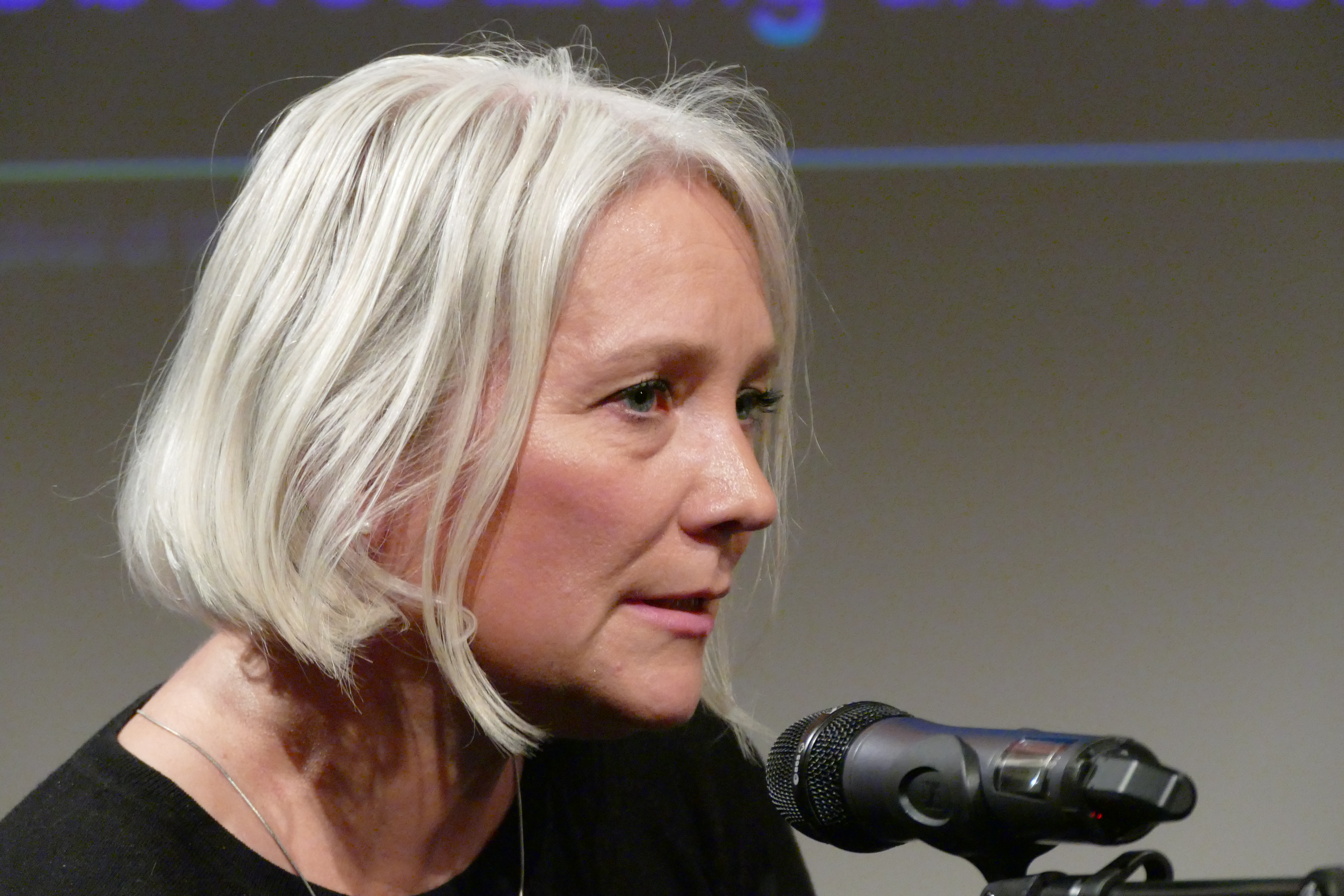
Amalija Maček beim Schamrock Festival 2022 in München

Amalija Maček (* 9. November 1971 in Ljubljana, SFRJ) ist eine slowenische Literaturübersetzerin, Konferenzdolmetscherin und Translatologin.

## Leben
Amalija Maček studierte Germanistik und Hispanistik an der Philosophischen Fakultät der Universität Ljubljana. Während ihres Studiums und danach verbrachte sie im Rahmen verschiedener Auslandsstipendien mehrere Monate in Deutschland, Österreich und Spanien. Von 1995 bis 2001 arbeitete sie als freiberufliche Übersetzerin und Dolmetscherin. Seit 2001 ist sie an der Universität Ljubljana als Lektorin und später Dozentin tätig, wo sie vornehmlich Dolmetschen und Übersetzen aus dem Deutschen ins Slowenische unterrichtet. Seit 2008 leitet sie den Masterstudiengang Dolmetschen an derselben Fakultät, der Teil des EMCI-Programms für Masterstudien im Konferenzdolmetschen ist. Sie ist akkreditierte Konferenzdolmetscherin und nahm an folgenden EU-Projekten teil: TRAFUT des Europäischen Verbands der Gerichtsdolmetscher und -Übersetzer EULITA, zudem beteiligte sie sich am TraiLLD-Projekt, das sich dem Training von Gerichtsdolmetschen in Sprachen mit vergleichsweise wenig Sprechern in Europa widmet. Sie war Initiatorin der Fortbildung für Gerichts- und Asyldolmetscher, die seit 2018 an der Philosophischen Fakultät stattfindet. 2020 erhielt sie die Auszeichnung der Philosophischen Fakultät Ljubljana für ihre pädagogische Arbeit auf dem Gebiet des Dolmetschens.

## Tätigkeit als Literaturübersetzerin
Maček hat sich als bedeutende Übersetzerin v. a. deutschsprachiger Literatur ins Slowenische und als Vermittlerin slowenischer Literatur im deutschsprachigen Raum etabliert. Ihre Übersetzungen umfassen neben literarischen Klassikern und zeitgenössischer Belletristik (aus dem Deutschen u. a. Ilse Aichinger, Bertolt Brecht, Peter Handke, Marlen Haushofer, Franz Kafka, Daniel Kehlmann, Eva Menasse, Terézia Mora, Martin Pollack, Josef Winkler, aus dem Spanischen Miguel de Unamuno) auch Essayistik und Fachtexte zur Literatur, Philosophie, Rechts- und Kulturwissenschaft (Jürgen Habermas, Hans Kelsen, Peter Sloterdijk, Aby Warburg, Max Weber, Ludwig Wittgenstein, Fernando de Trazegnies Granda). Sie leitete einige Workshops zur Übersetzung von Literatur, u. a. 2014 Workshops im Rahmen des TransStar-Projekts zur Förderung ostmitteleuropäischer und südosteuropäischer Sprachen sowie im Rahmen des Toledo-Programms zwei Vice-Versa-Werkstätten am LCB Berlin (2016) und im Literaturhaus Salzburg (2020), zusammen mit Erwin Köstler.
Amalija Maček gehört der internationalen Kommission der Slowenischen Buchagentur für die Promotion slowenischer Literatur im Ausland an. Sie war Kuratorin/Programmberaterin beim Projekt Slowenien – Gastland auf der Frankfurter Buchmesse 2023. Sie ist Mitglied des Verbands der slowenischen Konferenzdolmetscher (ZKTS), ferner Mitglied des Verbands slowenischer Literaturübersetzer (DSKP).
2021 wurde sie für ihre Übersetzung von Peter Handkes Mein Jahr in der Niemandsbucht mit dem Fabjan-Hafner-Preis ausgezeichnet.

## Publikationen

### Übersetzungen (Auswahl)
- Miguel de Unamuno: Megla (Niebla). Ljubljana: Mladinska knjiga 1998.
- Peter Sloterdijk: Prihajati k svetu – prihajati k jeziku (Zur Welt kommen – zur Sprache kommen). Ljubljana: Apokalipsa 1999.
- Max Weber, Jürgen Habermas et al.: Sociologija prava (Rechtssoziologie). Ljubljana: Cankarjeva založba 2000.
- Gustav Radbruch: Filozofija prava (Rechtsphilosophie). Ljubljana: Cankarjeva založba 2001.
- Fernando de Trazegnies Granda: Pravda iz ljubezni (Litigante por amor). Ljubljana: Cankarjeva založba 2002.
- Ilse Aichinger: Večje upanje (Die größere Hoffnung). Celovec: Mohorjeva 2003.
- Ludwig Wittgenstein: O gotovosti (Über Gewissheit). Ljubljana: Apokalipsa 2003.
- Elfriede Jelinek: Stena (Die Wand). In: Lučka Jenčič (Hg.): Smrt in deklica (Der Tod und das Mädchen). Klagenfurt/Celovec: Mohorjeva 2004.
- Martin Pollack: Smrt v bunkerju (Der Tote im Bunker). Ljubljana: Slovenska Matica, 2005.
- Hans Kelsen: Čista teorija prava (Reine Rechtslehre). Ljubljana: Cankarjeva založba, 2005.
- Josef Winkler: Ko bo nekoč tako daleč (Wenn es so weit ist). Celovec: Mohorjeva, 2006.
- Eva Menasse: Vienna. Ljubljana: Mladinska knjiga, 2007.
- Ulrich Peltzer: Bryant Park. Ljubljana: Sanje, 2007.
- Daniel Kehlmann: Izmera sveta (Die Vermessung der Welt). Ljubljana: Modrijan, 2007.
- Terézia Mora: Vsak dan (Alle Tage). Maribor: Litera, 2008.
- Bertolt Brecht: Me-ti, Zgodbe gospoda Keunerja (Me-ti, Geschichten vom Herrn Keuner). Ljubljana: Studia Humanitatis, 2009.
- Walter Benjamin: Poskusi o Brechtu (Versuche über Brecht). Ljubljana: Studia Humanitatis, 2009.
- Franz Kafka: Pisma Mileni (Briefe an Milena). Ljubljana: Študentska založba Beletrina, 2009.
- Jens Petersen: Gospodinjska pomočnica (Die Haushälterin). Maribor: Litera, 2010.
- Ilma Rakusa: Morje modro moje (Mehr Meer, zusammen mit Breda Rajar). Ljubljana: Študentska založba Beletrina, 2011.
- Alfred Sohn-Rethel: Ekonomija in razredna struktura fašizma (Die Klassenstruktur des deutschen Faschismus). Ljubljana: Sophia, 2012.
- Josef Winkler: Trepalnico si izpulim in z njo do smrti te zabodem (Ich reiß mir eine Wimper aus und stech dich damit tot). Ljubljana: Literatura, 2013.
- Marlen Haushofer: Stena (Die Wand). Maribor: Litera, 2013
- Peter Handke: Poskus  o norem gobarju (Versuch über den Pilznarren). Celovec: Mohorjeva, 2014.
- Petra Hardt: Nakup, prodaja in varstvo avtorskih pravic (Buying, Protecting and Selling Rights). Ljubljana: Javna agencija za knjigo, 2017.
- Mariana Leky: Selma je sanjala o okapiju (Was man von hier aus sehen kann). Ljubljana: Založba Vida, 2020.
- Aby Warburg: Izbrani spisi (Ausgewählte Schriften). Ljubljana: Studia Humanitatis, 2020.
- Peter Handke: Žalost onkraj sanj (Wunschloses Unglück). Ljubljana: Beletrina, 2020.
- Peter Handke: Moje leto v Nikogaršnjem zalivu (Mein Jahr in der Niemandsbucht). Ljubljana: Beletrina, 2021.
- Arthur Schnitzler: Samotna pot (Der einsame Weg). Ljubljana: MGL, Uraufführung 27. Mai 2022.

### Weitere Publikationen, Herausgeberschaft
mit Tina Štrancar und Tanja Žigon (2015, Hrsg.) Pet poti do prevoda. Projekt Transstar Evropa. Ljubljana: Znanstvena založba FF.
mit Helena Biffio Zorko (2015): Osnove konferenčnega konsekutivnega tolmačenja. Ljubljana: Znanstvena založba FF.
mit Ivana Cenkova: »Survey of the Use of New Technologies in Conference Interpreting Courses«. In: Rodríguez Melchor, María Dolores/Ferguson, Kate&Horváth, Ildikó (2020) The Role of Technology in Conference Interpreter Training. Oxford, Bern, Berlin, Bruxelles, New York, Wien: Peter Lang. EMCI Consortium.
mit Aleš Šteger und Matthias Göritz (2023): Mein Nachbar auf der Wolke, Anthologie der slowenischen Lyrik des 20. und 21. Jahrhunderts, Hanser Verlag.